# Martin Hobohm
Franz Martin Hobohm (* 12. September 1883 in Friesdorf; † 25. November 1942 in Freiburg im Breisgau) war ein deutscher Historiker und Publizist.

## Leben
Er studierte seit 1903 Geschichte und Germanistik in Heidelberg, Freiburg im Breisgau, Berlin und Göttingen, wo er 1910 bei Max Lehmann zum Dr. phil. promoviert wurde. Nach der Habilitation 1913 wurde er 1921 Archivrat und Mitglied des Reichsarchivs in Potsdam. Am 30. Juni 1933 wurde er aus dem Reichsdienst entlassen.

## Schriften (Auswahl)
- Gedankenwelt Fichtes. 1904.
- Machiavellis florentinische Miliz. 1912 (Teildruck der Dissertation).
- Machiavellis Renaissance der Kriegskunst. 1913 (Habilitationsschrift).
- Hans Delbrück, der Siebzigjährige. 1918.
- Wir brauchen Kolonien. 1918. urn:nbn:de:gbv:46:1-13215
- Vaterlandspolitik. Erste Auswahl aus der „Deutschen Korrespondenz“. 1918.
- mit Paul Rohrbach: Die Alldeutschen. 1919.
- Untersuchungsausschuß und Dolchstoßlegende. Eine Flucht in die Öffentlichkeit. 1926. urn:nbn:de:101:1-2017102911330